# Janusz Daab
Janusz Aleksander Daab ps. Robur (ur. 18 grudnia 1918 w Kłomnicach k. Radomska, zm. 22 lutego 1988 w Piekarach Śląskich) – polski lekarz ortopeda.

## Życiorys
Był  synem Adolfa Fryderyka Daaba  i Stefanii z domu Wańtuchowicz, ewangelików oraz dalszym kuzynem Adolfa Daaba, warszawskiego przemysłowca i radnego Warszawy.
Janusz Daab w latach 1928–1936 mieszkał w Katowicach i tam ukończył Gimnazjum im. Tadeusza Kościuszki. Podczas nauki szkolnej udzielał się społecznie. Działał w Szkolnym Kole Sportowym i był redaktorem gazetki szkolnej. Studia medyczne rozpoczął w Krakowie na Uniwersytecie Jagiellońskim, a ukończył w Bolonii. W 1939 przyjechał do Warszawy i w Szpitalu Ewangelickim przy zbiegu ulic Mylnej i Karmelickiej odbywał staż jako lekarz ortopeda.
We wrześniu 1939 brał udział w obronie Warszawy. Po wkroczeniu Niemców do stolicy przedostał się do Katowic. Tam był nakłaniany do podpisania volkslisty. W 1940 opuścił Katowice i przeniósł się na stałe do Warszawy, kontynuując pracę w Szpitalu Ewangelickim. Włączył się w nurt pracy konspiracyjnej na terenie szpitala. W 1942 ukończył konspiracyjną Szkołę Podchorążych i działał w AK. Brał udział w powstaniu warszawskim w szeregach AK, w tym na terenie szpitala Dzieciątka Jezus przy ul. Nowogrodzkiej. Został ranny podczas przeprowadzanej operacji. Ewakuowany z powstania był jeńcem obozu oficerskiego w Murnau.
Po wojnie z delegacją służbową wyjechał do Korei i tam organizował zakłady opieki zdrowotnej. Po powrocie otrzymał przydział w Piekarach Śląskich, gdzie utworzył Szpital Urazowo-Ortopedyczny dla Górników (obecny Wojewódzki Szpital Chirurgii Urazowej im. dra Janusza Daaba), którego był dyrektorem i ordynatorem. Został pochowany w Piekarach Śląskich (podobnie jak jego żona). Jest również patronem ulicy w tym mieście. 
Ponadto w Piekarach Śląskich działa „Fundacja Paraplegii im. dra Janusza Daaba”.
Doktor Janusz Daab był także autorem metody stabilizacji urazów  kręgosłupa płytką zębatą zwaną „Płytką Daaba”.